# Bianka Schwede
Bianka Schwede   (Dresden, 9 de gener de 1953), de casada Borrmann, és una ex-remadora alemanya que va competir sota bandera de la República Democràtica Alemanya durant la dècada de 1970.
El 1976 va prendre part en els Jocs Olímpics de Mont-real, on guanyà la medalla d'or en la competició del quatre amb timoner del programa de rem. Formà equip amb Karin Metze, Gabriele Lohs, Andrea Kurth i Sabine Heß. En el seu palmarès també destaquen tres medalles d'or al Campionat del món de rem.